# 니시시라카와군

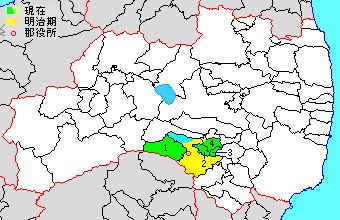
니시시라카와 군의 위치

니시시라카와군(일본어: 西白河郡, にししらかわぐん)은 일본 후쿠시마현의 군이다.
인구 48,559명, 면적 306.81km², 인구밀도 158명/km².(2025년 3월 1일, 추계인구)
이하 1정 3촌으로 구성된다.
- 이즈미자키촌(泉崎村)
- 나카지마촌(中島村)
- 니시고촌(西郷村)
- 야부키정(矢吹町)

## 역사
- 2005년 11월 7일 - 시라카와 시와 오모테고 촌·히가시 촌·다이신 촌이 합병해 시라카와시가 되었다.